# Gare de La Haie-Fouassière
La gare de La Haie-Fouassière, aussi orthographiée « La Haye-Fouassière », est une gare ferroviaire française de la ligne de Nantes-Orléans à Saintes, située sur le territoire de la commune de La Haie-Fouassière, dans le département de la Loire-Atlantique, en région Pays de la Loire. Elle se trouve sur l'un des deux pôles urbanisés de la commune, celui dit de la « Gare-Croix Moriceau », séparé de celui du bourg par environ 300 mètres de terres agricoles.
C'est une halte voyageurs de la Société nationale des chemins de fer français (SNCF), desservie par des trains express régionaux TER Pays de la Loire et plus particulièrement le tram-train de Nantes à Clisson.

## Situation ferroviaire
Établie à 24 mètres d'altitude, la gare de La Haie-Fouassière est située au point kilométrique (PK) 14,239 de la Ligne de Nantes-Orléans à Saintes, entre les gares ouvertes de Vertou et du Pallet. Elle est séparée de Vertou par celle aujourd’hui fermée de La Chevrue.

## Historique
Depuis décembre 2008 elle bénéficie des travaux d'électrification du tronçon Nantes-La Roche-sur-Yon-Les Sables-d'Olonne. Le 15 juin 2011, le tram-train Nantes - Clisson a effectué son parcours inaugural avant de commencer son service par trois aller retour quotidiens qui viennent s'ajouter à la desserte des TER. Depuis le 5 juillet 2015, grâce à la mise en service du terminus technique de Clisson, il n'y a plus que les trams-trains qui s'y arrêtent, grâce à une augmentation du nombre de trajets,.

## Service des voyageurs

### Accueil
Halte SNCF, c'est un point d'arrêt non géré (PANG) à entrée libre, disposant de deux quais avec abris.

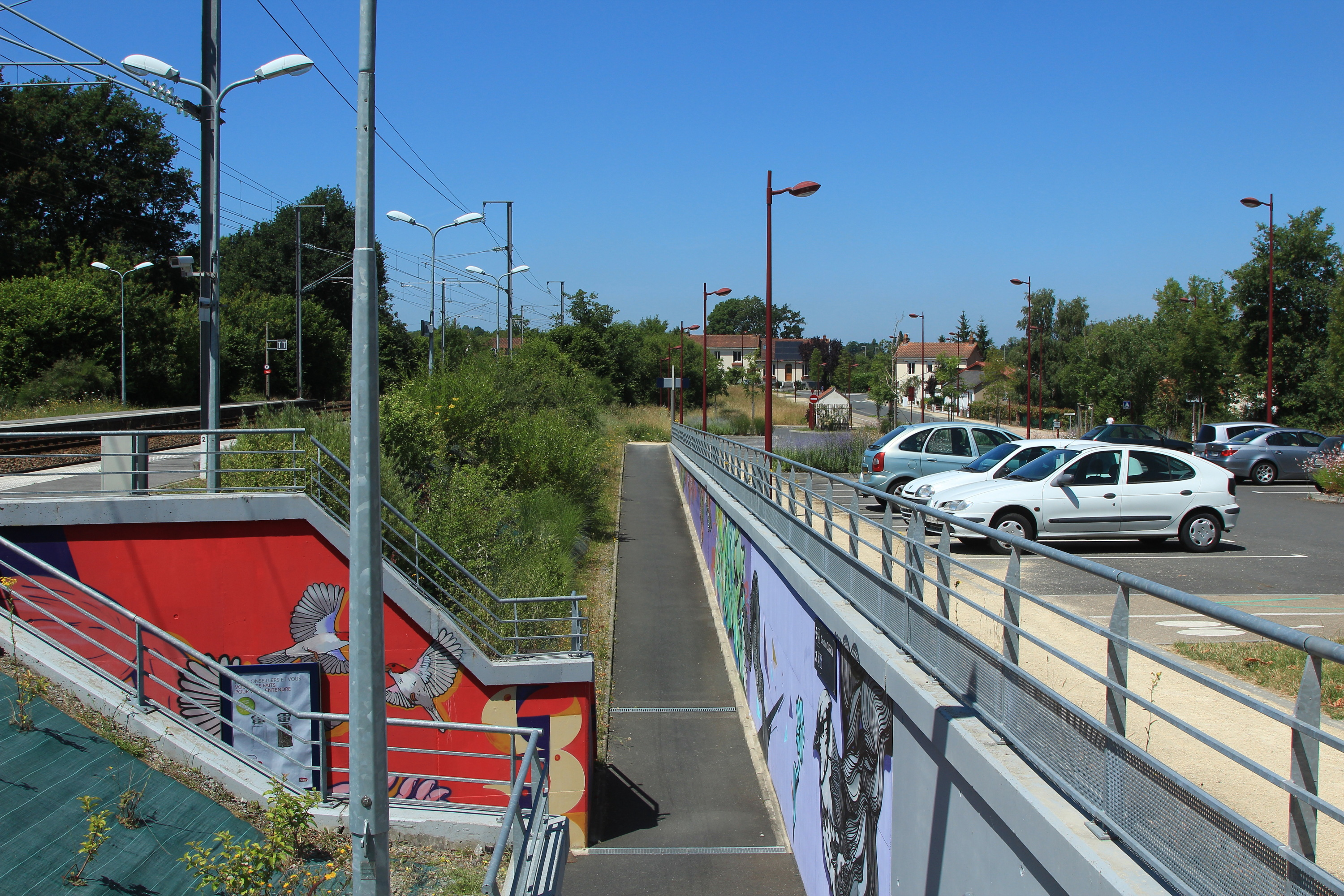
Rampe d'accès PMR.

### Desserte
La Haie-Fouassière est desservie par tous les tram-trains du TER Pays de la Loire circulant entre Nantes et Clisson, soit 22 allers et 23 retours du lundi au vendredi. L'offre est de 12 allers-retours le samedi et de 6 le dimanche.

### Intermodalité
Un parc pour les vélos et un parking pour les véhicules sont aménagés.